# Firepower
Firepower es el décimo octavo álbum de estudio de la banda británica de heavy metal Judas Priest, publicado en 2018 por Epic Records para el mercado europeo y por Columbia Records para Norteamérica. Es el primer trabajo de estudio desde Ram It Down de 1988 en que participa como productor Tom Allom y de igual manera es el primero con Andy Sneap como coproductor.
Tras su publicación recibió positivas reseñas por parte de la prensa especializada, que en su gran mayoría alabó la calidad de la banda, la producción y el sonido. Por su parte, ingresó en las principales listas musicales del mundo, entre ellas alcanzó el quinto puesto de los Billboard 200 de los Estados Unidos, luego de vender más de 49 000 copias en su primera semana en dicho país.

## Antecedentes
En noviembre de 2015 el guitarrista Richie Faulkner informó en una entrevista al sitio web Reverb que la banda ingresaría a los estudios para grabar un nuevo disco en 2016. Más tarde, en abril de ese año, Rob Halford publicó en sus redes sociales una fotografía confirmando que ya estaban en los estudios y que podría estar listo a principios de 2017. Luego de algunos meses de silencio, finalmente en octubre de 2017 a través de su página web oficial anunciaron que el álbum saldría a la venta el 9 de marzo de 2018 y con ello, además, confirmaron las primeras presentaciones de la gira promocional correspondiente. Por otro lado, el 12 de febrero del mismo año el guitarrista Glenn Tipton informó que padecía de la enfermedad de Parkinson, cuyo progreso le dificultaba tocar las canciones más difíciles por lo que optó no participar de la gira promocional, siendo reemplazado por el productor y guitarrista Andy Sneap.

## Grabación
En una entrevista realizada a Richie Faulkner en noviembre de 2016, confirmó que habían estado en los estudios escribiendo algunas maquetas, pero que su grabación se iniciaría tal vez en enero de 2017. Finalmente, en marzo la banda anunció la grabación del nuevo álbum, cuyo proceso se llevó a cabo entre marzo y junio de 2017 en los Backstage Studios de Ripley, Derbyshire. El equipo de grabación quedó a cargo de los productores Andy Sneap y Tom Allom —siendo el primer trabajo de estudio de este último con la banda desde Ram It Down de 1988— la ingeniería la realizó Mike Exeter, coproductor de Redeemer of Souls, mientras que la masterización y mezcla la ejecutó Sneap en los mismos estudios a mediados de 2017. Sobre la elección de tener dos productores en el álbum, Faulkner comentó: «...cuando estábamos hablando de productores surgieron diferentes nombres como Tom Allom, ya que él había trabajado con la banda en algunos de los álbumes clásicos, y Andy Sneap es uno de los productores de metal más moderno. (...) a alguien se le ocurrió la idea de combinar fuerzas y dejar que ambos hicieran el trabajo de producción. Podría haber salido terriblemente mal con egos chocantes y cosas así, pero fue una gran unión entre un productor clásico y un productor moderno. Fueron realmente fundamentales para obtener el sonido y la energía adecuada para Firepower y creo que hicieron un trabajo fantástico».

## Lanzamiento y promoción
Se lanzó al mercado el 9 de marzo de 2018 en los Estados Unidos por Columbia Records, donde en su primera semana vendió 49 000 copias, posicionándose en el quinto lugar de los Billboard 200, la posición más alta para una de sus producciones en ese país. En el mismo día se puso a la venta en Europa a través de Epic Records, entrando en varias listas musicales de ese continente, por ejemplo en el Reino Unido alcanzó el quinto puesto de la lista UK Albums Chart, siendo el primer disco desde British Steel que ingresa entre los diez más vendidos de su propio país.
Para promocionarlo, el 5 de enero del mismo año se puso en los medios digitales el primer sencillo «Lightning Strike», que alcanzó el puesto 21 en los Mainstream Rock Tracks de los Estados Unidos, siendo el primero desde «Revolution» en ingresar en mencionada lista. Por su parte, el 14 de febrero y solo para Alemania se lanzó el sencillo «Firepower» cocreado por el sello Sony Music y la revista Metal Hammer. Asimismo, se grabaron los videoclips de las canciones «Lightning Strike» y «Spectre», las cuales fueron publicadas en la cuenta VEVO de la banda el 5 de enero y 9 de marzo, respectivamente. Además, el 13 de marzo de 2018 en los Estados Unidos iniciaron la gira Firepower Tour, que contempla presentaciones, por el momento, hasta agosto del mismo año.

## Portada
El diseño del disco y algunas ilustraciones menores fueron realizadas por el artista inglés Mark Wilkinson, que ya había trabajado con la banda en otros álbumes como por ejemplo Ram It Down, Painkiller y Redeemer of Souls. Por su parte, la portada quedó a cargo del artista chileno-italiano Claudio Bergamin, en la que se presenta a un ser de metal, ya que según él quería retomar la tradición de los personajes clásicos como «The Hellion», «The Metallian» o «The Painkiller». En un comentario sobre el diseño, Bergamin mencionó: «la inspiración para el look sel ser en si, vino de toda una vida de cultura pop, animación y sci-fi. Letal, veloz e implacable; un ser forjado en las inimaginables temperaturas de una estrella naciente con el único propósito de aniquilar lo que cruce en su camino».

## Comentarios de la crítica
Tras su publicación el disco recibió reseñas positivas por parte de la prensa especializada. Thom Jurek de Allmusic mencionó que poseía más diversidad lírica que Redeemer of Souls y comentó: «...Judas Priest aún posee el rigor musical, el talento para el espectáculo y la fuerza que hacen que otras bandas se inclinen ante ellos». Geoff Barton de Classic Rock consideró que el álbum mostraba que la banda todavía tiene vida para seguir batallando, además, felicitó el trabajo realizado por Tom Allom y Andy Sneap ya que la producción era «nítida, limpia y feroz». Como una manera de resumir su reseña, Barton dijo: «¡caos!, ¡violencia¡, ¡locura!. Priest sigue gritando por venganza en la cima de sus pulmones gastados por el tiempo» Por su parte, Michael Hann de The Guardian destacó la capacidad de Rob Halford de adecuar su voz para su edad, bajando una o dos octavas para lograr un barítono estentóreo. Además, resaltó la colaboración de Allom y Sneap que lograron un «sonido más grueso y rico que British Steel o Stained Class» y mencionó que el éxito de Firepower depende de la composición, la cual es bastante fuerte.
Ray Van Horn, Jr de Blabbermouth le otorgó un puntaje de nueve sobre diez considerando que el álbum es el triunfo de toda la banda. También calificó la unión de Allom con Sneap como «histórico con resultados tan lucrativos». Por su parte, William Nesbitt de PopMatters fue más crítico con el resultado afirmando: «...el sonido general del álbum es consistente, quizás demasiado consistente. Las canciones tienden a seguirse obedientemente, pero no siempre de manera clara o urgente». A pesar de aquello, resaltó que el álbum prueba que Judas Priest todavía posee artillería pesada y aún puede alcanzar el objetivo.
Por otro lado, en diciembre de 2017 el sitio Ultimate-guitar.com lo incluyó en su lista de los 25 álbumes más esperados de 2018 afirmando: «esperamos que sea grande».

## Lista de canciones
Todas las canciones escritas por Rob Halford, Glenn Tipton y Richie Faulkner

| N.º | Título                | Duración |  |
| 1.  | «Firepower»           | 3:27     |  |
| 2.  | «Lightning Strike»    | 3:29     |  |
| 3.  | «Evil Never Dies»     | 4:23     |  |
| 4.  | «Never the Heroes»    | 4:23     |  |
| 5.  | «Necromancer»         | 3:33     |  |
| 6.  | «Children of the Sun» | 4:00     |  |
| 7.  | «Guardians»           | 1:06     |  |
| 8.  | «Rising from Ruins»   | 5:23     |  |
| 9.  | «Flame Thrower»       | 4:34     |  |
| 10. | «Spectre»             | 4:25     |  |
| 11. | «Traitors Gate»       | 5:43     |  |
| 12. | «No Surrender»        | 2:54     |  |
| 13. | «Lone Wolf»           | 5:09     |  |
| 14. | «Sea of Red»          | 5:51     |  |

## Posicionamiento en listas
| País            | Lista                      | Posición |
| --------------- | -------------------------- | -------- |
| República Checa | Albums - Top 100           | 1        |
| Suecia          | Sverigetopplistan          | 1        |
| Estados Unidos  | Top Hard Rock Albums Chart | 1        |
| Reino Unido     | Rock & Metal Albums Chart  | 1        |
| Estados Unidos  | Top Rock Albums Chart      | 2        |
| Austria         | Ö3 Austria Top 40          | 2        |
| Alemania        | Media Control Charts       | 2        |
| Finlandia       | Yleisradio                 | 2        |
| Hungría         | Top 40 Album               | 2        |
| Canadá          | Canadian Albums Chart      | 3        |
| Croacia         | HDU Toplista               | 3        |
| Portugal        | Portuguese Albums Chart    | 3        |
| Suiza           | Swiss Music Charts         | 3        |
| Escocia         | Scottish Albums Chart      | 4        |
| Reino Unido     | UK Albums Chart            | 5        |
| Estados Unidos  | Billboard 200              | 5        |
| Polonia         | Polish Music Charts        | 5        |
| Noruega         | VG-lista                   | 5        |
| Bélgica         | Ultratop (Flandes)         | 5        |
| España          | Top 100 Álbumes            | 6        |
| Grecia          | Top 75 Albums              | 8        |
| Japón           | Japan Albums Chart         | 9        |
| Australia       | Australian Albums Chart    | 12       |
| Francia         | French Albums Chart        | 12       |
| Bélgica         | Ultratop (Valonia)         | 14       |
| Países Bajos    | MegaCharts                 | 16       |
| Dinamarca       | Denmark Top 20             | 19       |
| Italia          | Top 100 Artisti            | 20       |
| Nueva Zelanda   | New Zealand Albums Chart   | 36       |
| Irlanda         | Irish Albums Chart         | 52       |

## Certificaciones
| País     | Organismo certificador | Certificación | Ventas certificadas | Ref.   |
| -------- | ---------------------- | ------------- | ------------------- | ------ |
| Alemania | BVMI                   | Oro           | 100 000             | [ 54 ] |
| Polonia  | ZPAV                   | Oro           | 10 000              | [ 55 ] |

## Músicos
- Rob Halford: voz
- Glenn Tipton: guitarra eléctrica
- Richie Faulkner: guitarra eléctrica
- Ian Hill: bajo
- Scott Travis: batería